# Bābā Sheydollāh
Bābā Sheydollāh (persiska: بابا شيداللّه) är en ort i Iran.   Den ligger i provinsen Kurdistan, i den nordvästra delen av landet, 300 km väster om huvudstaden Teheran. Bābā Sheydollāh ligger 2 009 meter över havet och antalet invånare är 501.
Terrängen runt Bābā Sheydollāh är platt åt nordost, men åt sydväst är den kuperad. Runt Bābā Sheydollāh är det ganska tätbefolkat, med 58 invånare per kvadratkilometer. Närmaste större samhälle är Delbarān, 17,5 km nordväst om Bābā Sheydollāh. Trakten runt Bābā Sheydollāh består i huvudsak av gräsmarker.